# كولن سميث (لاعب كرة قدم)
كولن سميث (بالإنجليزية: Colin Smith)‏ هو لاعب كرة قدم اسكتلندي في مركز الهجوم، ولد في 9 يناير 1951 في Springburn ‏ في سكوتلاندا. لعب مع نادي سترنرير ‏.